# فرناندو الأول دوق براغانزا
الدوم فرناندو الأول دوق براغانزا (1403 - 1 أبريل 1478)؛ كان دوق براغانزا الثاني وماركيز فيلا فيسوزا الأول، شارك في فتوحات البرتغالية في شمال أفريقيا وأصبح هناك محافظاً على عدة المناطق.

## النشأة وفتح شمال أفريقيا
ولد في عام 1403 فهو ابن أفونسو كونت بارسيلوس الثامن (لاحقاً دوق براغانزا) وبياتريس بيريرا دي ألفيم ابنة نونو ألفاريز بيريرا، أصبح كونت أرايولوس الثالث وهو لا زال صغيراً.
في 1432 تم استدعاءه من قبل جده الملك جواو الأول للتشاور حول حملة الغزو ضد المرينيون سلاطين المغرب والتي كانت من بنات أفكار إنفانتي هنريك البحار، إلا أن فرناندو عارض الفكرة، عاود طرح الفكرة مرة أخرى في عهد دوارتي الأول ومع ذلك أكد فرناندو معارضته، وعلى الرغم من معارضته عينه الملك كونستابل النبلاء في حملة عام 1437 على طنجة بحيث كانت تحت قيادة إنفانتي هنريك البحار.
بعد الفشل في احتلال المدينة، سمح لهم العدو بسحب قواتهم دون مضايقة، ووافق هنريك في المعاهدة على تسليم سبتة للمرينيين، ولتحقيق المعاهدة سلم شقيقه الأصغر فرناندو كرهينة لهم.

## العودة إلى البرتغال
ومرة أُخرى في البرتغال رفض فرناندو المعاهدة، كورتيس اجتمع في ليريا بـ أوائل 1438 بحيث حثهم فرناندو على رفض المعاهدة، ومع ذلك رفض الكورتيس المعاهدة مفاوضاً الملك على إيجاد طريقة أُخرى لـ أفراج عن شقيقه (إنفانتي فرناندو سيموت في الأسر عام 1443).
أصبح فرناندو حاكم سبتة بين عامي 1445 حتى 1450.
وبموجب مرسوم ملكي مورخ منح الملك أفونسو الخامس لـ فرناندو لقب ماركيز فيلا فيسوزا.
في 1458 شارك فرناندو جنب إلى جنب مع أبنائه في احتلال مدينة القصر الصغير المغربية.
وفي 1460 شقيقه الأكبر أفونسو توفي دون ورثة شرعيين، مما أصبح كونت أوريم الخامس وأيضا وريث بيت براغانزا، وفي العام التالي توفي والده مما أصبح دوق براغانزا الثاني وكونت بارسيلوس التاسع وكونت نيفا الثالث وكونت فاريا الثالث.
وفي 1471، عندما قاد أفونسو الخامس ملك البرتغال الجيش لاحتلال مدينة أصيلة المغربية، وبقى فرناندو في البر الرئيسي للبرتغال وأصبح وصي للمملكة لفترة وجيزة.

## الزواج والذرية
تزوج فرناندو من جوانا دي كاسترو، ليدي كادافال وأنجبت له تسعة أبناء، ثلاثة منهم وصلوا سن البلوغ:-
| الأسم          | الميلاد   | الوفاة        | الملاحظة                                                             |
| -------------- | --------- | ------------- | -------------------------------------------------------------------- |
| فرناندو الثاني | 1430      | 20 يونيو 1483 | دوق براغانزا الثالث، ماركيز فيلا فيسوزا الثاني، ودوق غيمارايش الأول. |
| جواو           | 1430      | 30 أبريل 1484 | ماركيز مونتيمور نوفو الأول.                                          |
| أفونسو         | 1435      | غير معروف     | كونت فارو الأول.                                                     |
| ألفارو         | 1440      | 1504          | لورد فيريرا الخامس، ولورد كادافال الرابع، وسينيور تينتغال الأول.     |
| أنتوني         | غير معروف | غير معروف     | توفي صغيراً.                                                          |
| إيزابيل        | غير معروف | غير معروف     | توفيت صغيرة.                                                         |
| بياتريس        | 1440      | غير معروف     | متزوجة من بيدرو دي مينيزيس ماركيز فيلاريال الأول.                    |
| غويومار        | 1450      | غير معروف     | متزوجة من هنريك دي مينيزيس كونت فيانا دو ألينتيخو الرابع.            |
| كاتارينا       | غير معروف | غير معروف     | توفيت صغيرة                                                          |